# Собборей, Валентина Марцеловна
Валентина Марцеловна Собборей (1891, Камышлов, Пермская губерния, Российская империя — 19хх) — советская и узбекская писательница, поэтесса и сценаристка.

## Биография
Родилась в 1891 году в Камышлове. Переехала в Ташкент и поступила в Ташкентскую женскую гимназию, после её окончания, в 1909 году поступила на филологический факультет Раевских курсов, которые она окончила в 1911 году, в 1911 году поступила на юридический факультет Бестужевских женских курсов, которые она окончила в 1914 году. В 1918 году поступила на факультет общественных наук Среднеазиатского государственного университета, который она окончила в 1923 году и тут же была принята на работу юристом, одновременно с этим начала заниматься литературной деятельностью, писала рассказы, статьи и стихи. Благодаря знакомству с Лолахан Сайфуллиной, в 1926 году начала свою работу в области кинематографа, написав ряд сценариев, из которых было экранизировано три.
Дальнейшая судьба неизвестна.

## Фильмография

### Сценаристка
- 1927 —
  - Вторая жена
  - Из-под сводов Мечети
  - Шакалы Равата